# Jonas Thern
Jonas Thern (Falköping, Švedska, 20. ožujka 1967.) je švedski nogometni trener te bivši nogometaš i nacionalni reprezentativac. Kao član švedske reprezentacije, osvojio je broncu na Svjetskom prvenstvu 1994. u SAD-u.

## Karijera

### Klupska karijera
Prvi klub u igračevoj nogometnoj karijeri bio je Malmö FF za koji je debitirao 1985. godine te je s njime dva puta bio švedski prvak. Sezonu 1987./88. provodi u FC Zürichu da bi se nakon toga vratio u Malmö.
1989. je potpisao za lisabonsku Benficu. U klubu su mu suigrači bili sunarodnjaci Mats Magnusson i Stefan Schwarz kao i trener Sven-Göran Eriksson. S Benficom je 1991. osvojio portugalsko prvenstvo.
Nakon toga igrač odlazi u Italiju gdje je igrao za Napoli i AS Romu. Posljednji klub u kojem je nastupao bio je škotski Glasgow Rangers u kojem je i prekinuo nogometnu karijeru zbog ozljeda.

### Reprezentativna karijera
Thern je sa Švedskom nastupio na dva svjetska (1990. u Italiji te 1994. u SAD-u) i jednom europskom (1992. u Švedskoj) prvenstvu. Bio je reprezentativni kapetan od 1990. pa sve do povlačenja iz nje 1997. Najveći uspjeh sa Švedskom ostvario je na Svjetskom prvenstvu u SAD-u osvojivši broncu.

### Trenerska karijera
Nakon prekida igračke karijere, Jonas Thern je postao trener IFK Värnamoa dok je poslije njega jednu sezonu vodio Halmstads. Tijekom 2010. godine je po drugi puta ponovo vodio IFK Värnamo.
Osim trenerskog posla, Thern je radio i kao sportski komentator.

## Osvojeni trofeji

### Klupski trofeji
| Klub     | Trofej                | Sezona / godina |
| Švedska  | Švedska               | Švedska         |
| -------- | --------------------- | --------------- |
| Malmö FF | Švedsko prvenstvo     | 1986.           |
| Malmö FF | Švedski kup           | 1986.           |
| Malmö FF | Švedsko prvenstvo     | 1988.           |
| Malmö FF | Švedski kup           | 1989.           |
| Portugal |                       |                 |
| Benfica  | Portugalsko prvenstvo | 1990./91.       |
| Škotska  |                       |                 |
| Rangers  | Škotsko prvenstvo     | 1998./99.       |
| Rangers  | Škotski kup           | 1998./99.       |

### Reprezentativni trofeji
| Turnir                     | Trofej  | Godina  |
| Švedska                    | Švedska | Švedska |
| -------------------------- | ------- | ------- |
| Svjetsko prvenstvo u SAD-u | Bronca  | 1994.   |

### Individualni trofeji
| Nagrada    | Godina  |
| Švedska    | Švedska |
| ---------- | ------- |
| Guldbollen | 1989.   |

## Privatni život
Thern ima sina Simona koji igra za Malmö FF (kao i otac u prošlosti) te mlađu kćer.

## Vanjske poveznice
- National Football Teams.com